# Ingesunds folkhögskola

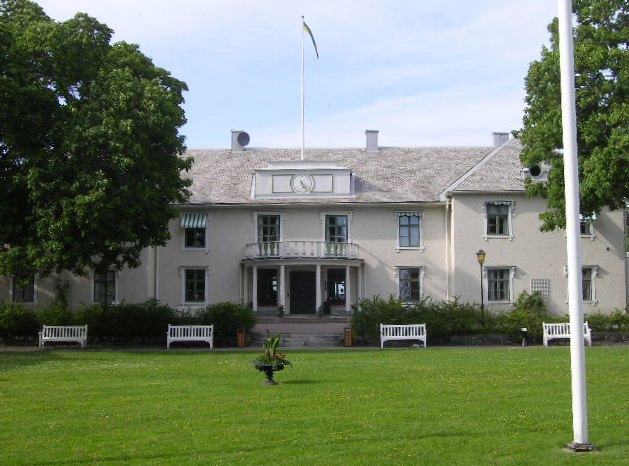
Huvudbyggnaden i juni 2011

Ingesunds folkhögskola är en folkhögskola i Arvika i Värmland.
Folkhögskolan grundades 1905 i Säffle som Säffle folkhögskola. Den flyttade 1909 till Agnetebergs herrgård i Arvika och fick då namnet Västra Värmlands folkhögskola. År 1926 flyttade den till en före detta kaptensbostad kallad Ingesund, belägen några kilometer utanför Arvikas stadskärna. Huset byggdes till enligt John Åkerlunds ritningar och blev skolans huvudbyggnad. År 1932 fick skolan sitt nuvarande namn. 
Skolan drevs under många år av Värmlands läns landsting, men från och med 2007 är organisationen Region Värmland dess huvudman.

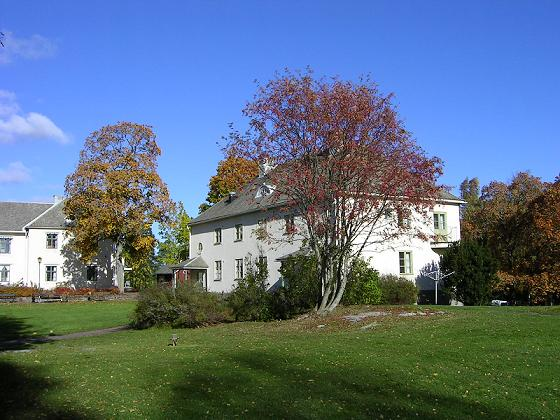
Internatbostadshuset Östgården. Till vänster huvudbyggnaden. Foto från 2004.

Ingesunds folkhögskolas långa kurser är allmän kurs, Musiklinjen College i samarbete med Musikhögskolan Ingesund, hantverkslinje samt Ingesundslinjen, som omfattar olika inriktningar inom musik. Skolan ger även ett så kallat collegeår i samarbete med Karlstads universitet. Därtill anordnas korta kurser. 